# سروال مكشكش
السروال المُكَشْكَش هو لباس داخلي يغطي الساقين، ترتديه النساء والفتيات والفتيان الصغار جداً، انتشر في أوائل القرن التاسع عشر وحتى منتصفه.
نشأت السراويل المكشكشة في فرنسا في أوائل القرن التاسع عشر، وانتشرت بسرعة إلى بريطانيا وأمريكا. كانت السراويل المكشكشة شكلاً من أشكال الطماق أو اللباس الداخلي. يمكن أن تكون من قطعة واحدة أو اثنتين من الملابس المنفصلة، واحدة لكل ساق، مثبتة عند الخصر بأزرار أو أربطة. تُرك المنفرج مفتوحاً لأسباب تتعلق بالنظافة. كانت في الغالب من قماش الكتان الأبيض ويمكن تزيينها بالثنيات أو التخريم أو التطريز أو الزخرفة الإنجليزية.
ارتدت النساء السراويل المكشكشة التي تصل للكاحل تحت الإعظامة أو التنورة المطوقة للتأكد من أن الساقين مغطاتين. السراويل المكشكشة للأطفال والفتيات الصغيرات تصل إلى منتصف الساق أو إلى الكاحل بهدف أن تكون ظاهرة تحت التنانير القصيرة. حتى منتصف القرن التاسع عشر، كان الأولاد الصغار جداً يرتدون الفساتين والسراويل المكشكشة، على الرغم من أنها كانت مرتبطة عادة بملابس الفتيات، حتى تم إلباس الأولاد البناطيل بين 2 و 8 سنوات من العمر، وأحياناً أكبر سناً. كان الأولاد الصغار يرتدون هذه الأزياء إلى أن يتم تدريبهم على الأقل على استخدام المرحاض.

## معرض صور

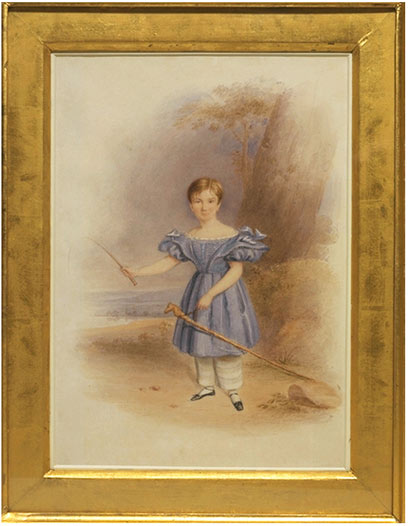
فتى صغير مرتدياً سروالاً مكشكشاً (1836).
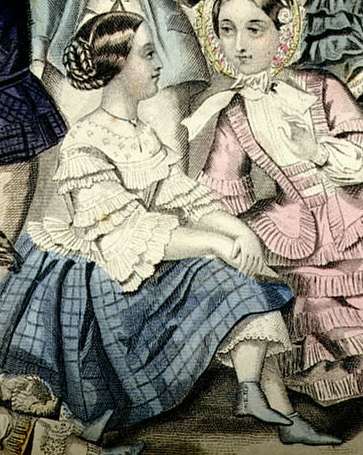
فتاة مرتدية سروالاً مكشكشاً كتانياً (1855).